# Richard Steiner
Richard Steiner (* 27. Oktober 1970 in Zagreb, Kroatien als Vladimir Barišić) ist ein österreichischer Unternehmer und Buchautor und eine ehemalige Größe der Wiener Unterwelt. Bekannt wurde Steiner durch die größte und teuerste Polizeiaktion in der österreichischen Geschichte und den darauf folgenden größten Mafiaprozess.

## Leben
Steiner wuchs in Kroatien auf, wo er durch einen Fahrradunfall mit drei Jahren eine schwere Kopfverletzung erlitt, durch welche der präfrontale Cortex beschädigt wurde. Seit diesem Zeitpunkt soll er keine Angst mehr empfunden haben. Dieser Unfall soll auch sein weiteres Leben geprägt haben, das durch Fremdenlegion, Kampfeinsatz im Kroatien-Krieg samt Verwundungen und später, brutalen Gewalttaten im Milieu gezeichnet war. 1995 konvertierte Steiner nach der Lektüre von Dostojewski in einem brasilianischen Gefängnis zum Buddhisten und wurde Veganer.
Im Herbst 1996 übernahm Steiner das Kommando in der Wiener Unterwelt und beteiligte sich an zahlreichen Rotlichtlokalen. Steiner rief eine Truppe namens „Freies Wien“ (von den Medien auch als „Nokia-Klub“ bezeichnet) ins Leben, die hauptsächlich aus Boxern und Ringern bestand, welche die Unterwelt vor ausländischen Banden und illegalen Handlungen schützen sollte. Die Polizei warf Steiner unter anderem Schutzgelderpressung vor und einen Staat im Staat aufgebaut zu haben. 1999 überlebte Steiner einen Wirbelsäulen-Durchschuss, laut den Ärzten und eigenen Angaben, als erster Mensch der Medizingeschichte ohne gesundheitliche Folgeschäden.
Am Ostersonntag 2010 wurde Steiner am Flughafen München verhaftet, nach Wien überstellt und in Untersuchungshaft genommen. Die Staatsanwaltschaft Wien verabsäumte es, innerhalb von zwei Jahren die Anklage zu erheben und musste Steiner aufgrund der Bestimmung nach § 178 StPO entlassen.
Von Mai bis Oktober 2013 fand der sogenannte Monsterprozess statt, in dem 100 Belastungszeugen vorgeladen wurden. Richard Steiner wurde in allen Anklagepunkten – bis auf Steuerhinterziehung und Sachbeschädigung – freigesprochen. Für die Steuerhinterziehung bekam Steiner eine Strafe von drei Jahren Haft, blieb aber auf freiem Fuß, weil man ihm ein Jahr bedingt nachgesehen und seine zwei Jahre U-Haft berücksichtigt hatte.
Seit Ende 2012 vertreibt Steiner als Generaldirektor der Exakt Spirits Ltd. den Exakt Vodka, den ersten Bio-Vodka weltweit, welcher aus österreichischen Ingredienzien und österreichischem Alpenwasser hergestellt wird. Er ist Großaktionär der EXAKT Vodka Holding AG.
Am 30. Oktober 2014 präsentierte Steiner gemeinsam mit seinem Co-Autor Peter Pokorny seine Biografie „Richard Steiner – Ein Mann der Ehre: vom Rotlichtkönig zum Buddhisten“. Die zweite Auflage wurde ergänzt und am 20. Dezember 2014 veröffentlicht. 
Steiner ist seit Herbst 2014 mit Olga, einer russischen Ärztin und Schönheitschirurgin, verheiratet und hat Adoptivkinder in der Dominikanischen Republik.